# Findláech von Moray
Findláech von Moray (auch Findláech mac Ruaidrí) war der Mormaer von Moray (Muireb) (* Ende des 10. Jahrhunderts; † 1020)  und Vater von MacBethad.
Die Annalen von Ulster nannten ihn rí Alban (sub anno 1020), auf Deutsch „König von Schottland“. Die Orkneyinga saga nennt Findláech Jarl Finnlekr. Die Annalen von Ulster informieren uns, dass „Finnloech m. Ruaidhri, ri Alban, a suis occisus est“ (auf Deutsch „Findláech, Sohn von Ruadrí und König von Schottland, wurde von seinen eigenen Leuten getötet“). In den Annalen von Tigernach heißt es, die Söhne von Máel Brigte, d. h. Máel Coluim und Gilla Coemgáin, Nachfolger Findláechs, waren für den Tod Findláechs verantwortlich.